# Bernauer Bach
Der Bernauer Bach ist ein Fließgewässer in Bayern. Er entsteht aus Gräben an den Südhängen des Lahnerkopfes, fließt ostwärtig und ist neben dem rechten Neualpenbach der linke Oberlauf der Weißen Valepp.